# Achelousaurus
Achelousaurus a fost un dinozaur, reprezentant al ceratopsidelor de mărime medie care a trăit în America de Nord în Cretacicul superior. Îi sunt caracteristici doi țepi faciali scurți și o pereche de țepi mai lungi în partea de sus a gulerului la gât.
Achelousaurus aparținea unui grup de ceratopside numite centrozauri, numele însemnând „șopârlă cu vârfuri ascuțite” se referă la o caracteristică distinctivă – gulerul de la gâtul lor era mărginit de mici proeminențe cornoase.
Era îndeaproape înrudit cu Einiosaurus, un alt reprezentant al ceratopsidelor, ambii având marginile gulerului țepoase și doi țepi mai lungi în vârful gulerului. La fel, ambii aveau umflături osoase sau bose în loc de coarne faciale; Einiosaurus mai avea și un corn nazal, curbat în jos într-un mod foarte caracteristic, iar Achelousaurus avea o proeminență osoasă pe nas în loc de corn.
Achelousaurus avea mici potuberențe osoase de-a lungul ochilor, numite bose. Craniul  unui Achelousaurus avea o lungime mai mare de 1,6 m din vârful țepilor și până în capătul botului în formă de cioc.